# Schlanklippfisch
Der Schlanklippfisch (Suezichthys gracilis) ist ein Meeresfisch aus der Familie der Lippfische und unterscheidet sich von Suezichthys arquatus durch einfachere Färbung und größere Schuppen. Die Art wurde von Ludwig Döderlein mit seiner Fischsammlung aus Japan erstmals nach Europa gebracht und dann als Labrichthys gracilis beschrieben; diese Gattung zählt aber heute zu den Putzerlippfischen.

## Merkmale
Der bis 18 cm lange indoaustralische Vertreter der Junkerlippfische ist besonders gekennzeichnet durch einen dunkel gelbgrünen Streif vom Oberkiefer durchs Auge zum oberen Rand des Kiemendeckels. Unterkiefer und „Wangen“, Brust- und Bauchflossen sind gelblich. Der Rumpf ist meist rötlich, fliederfarben bis bläulich (mitunter mit hellen Binden), mit rotem oder dunklem Längsband; die Bauchseite ist heller. Der schwarze Fleck vorne in der Rückenflosse wird erst in der Männchen-Phase deutlich. Zwischen Kopf und Rückenflosse liegen fünf Schuppen (seltener vier); hinter dem Auge gibt es zwei oder drei Schuppenreihen und unter dem Auge drei auf der „Wange“.
In den meristischen (zählbaren) Merkmalen bestehen kaum Unterschiede (P 13-14; Seitenlinie mit 26 Schuppen) zu den anderen (ca. 9) Suezichthys-Arten (vgl. Suezichthys arquatus).

## Vorkommen
Der Schlanklippfisch bewohnt den Westpazifik und kommt dort unter anderem in Korea, Japan, Taiwan, Vietnam, Neukaledonien und Australien vor. Aus dem Indischen Ozean ist er nur vom Persischen Golf gemeldet.

## Lebensweise
Der Fisch lebt in Rifflagunen über Sand wie die meisten verwandten Lippfische, besonders in der Nähe von Einzelstöcken oder Felsen. Die Nahrung besteht vorwiegend aus benthischen Krebstieren und Vielborstern. Lebendfänge sind in Schauaquarien willkommen.